# اولاد صابر
اولاد صابر (به عربی: أولاد صابر) یک شهرداری در الجزایر است که در استان سطیف واقع شده‌است.